# من ملاله هستم
من ملاله هستم: داستان دختری که برای تحصیل مبارزه کرد و توسط طالبان ترور شد ، کتابی اتوبیوگرافی از ملاله یوسف‌زی است که به همراه کریستینا لمب روزنامه‌نگار بریتانیایی نوشته شده‌است. این کتاب در ۸ اکتبر ۲۰۱۳ توسط وایدنفلد و نیکلسون در بریتانیا و لیتل براون اند کمپانی در ایالات متحده منتشر شد. این کتاب زندگی اولیه یوسف زی، مالکیت پدرش بر مدارس و فعالیت‌ها، ظهور و سقوط تحریک طالبان پاکستان در دره سوات و سوء قصد به یوسف زی را در ۱۵ سالگی، به دنبال فعالیت‌هایش برای تحصیلات زنان است که با استقبال مثبت منتقدان روبرو شد و جوایزی کسب کرد، اگرچه در بسیاری از مدارس پاکستان ممنوع شده‌است.

## درباره کتاب
قسمت اول به زندگی ملاله یوسف زی «قبل از طالبان» می‌پردازد. او خانه کودکی خود دره سوات را توصیف می‌کند. یوسف زی به خاطر ملالی میوندی ملاله نام نهاده شده بود، با پدرش ضیاءالدین، مادرش تور پکای و دو برادر کوچکتر خوشحال و آتال زندگی می‌کرد. روح الامین، پدر ضیاءالدین، امام و معلم بود.

## بازخوردها
طبق گزارش ناشر هفتگی، در سال ۲۰۱۷ از این کتاب تقریباً ۲ میلیون نسخه فروخته شد و ۷۵۰٬۰۰۰ نسخه از آن در دست چاپ بود. در مارس ۲۰۱۸ گزارش شد که ۳۲۸٬۰۰۰ نسخه از کتاب در بریتانیا فروخته شده‌است که مبلغی بالغ بر ۲٫۴۷ میلیون پوند دارد.